# Chiesa di San Francesco da Paola (Orbetello)
La chiesa di San Francesco da Paola è un edificio sacro situato ad Orbetello.
La costruzione della chiesa e del convento, oggi non più esistente, risale al secolo XVI come sede dei terziari minimi di san Francesco di Paola. Nel secolo XVII il convento aveva una notevole importanza, come si vede dalle lastre tombali di comandanti e governatori dello Stato dei Presidii, e all'epoca dell'assedio di Orbetello (1648) svolse un importante ruolo difensivo.
L'edificio, alterato da radicali rifacimenti moderni, conserva la facciata antica di forme spagnoleggianti; nell'interno a navata unica le lastre tombali sono state disposte lungo il lato sinistro.
Nella parete di fondo dietro l'altare maggiore, una pala seicentesca con l'Apparizione dell'Annunciazione a san Francesco di Paola e san Biagio attribuita ad Andrea Commodi o più probabilmente ad Anastasio Fontebuoni e databile all'inizio del secondo decennio del Seicento.